# Hidrofit

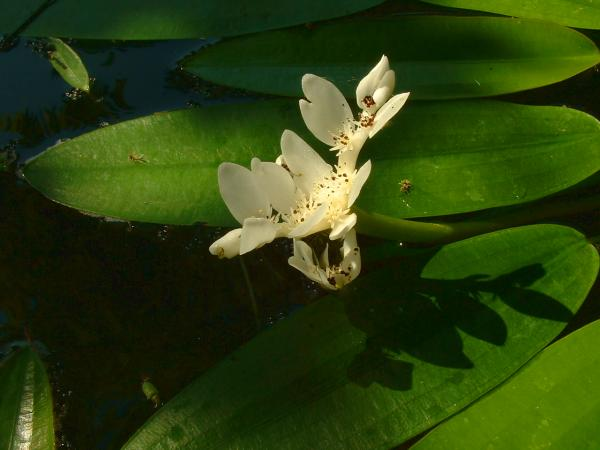
Aponogeton distachyos

Plantele hidrofite sunt specii de plante care s-au adaptat la viața acvatică (în apă dulce sau sărată), având rădăcina redusă și frunzele la suprafața apei sau în apropierea acesteia.
Hidrofitele se bazează în primul rând pe forța portantă a apei, lipsindu-le mecanismele de întărire ale plantelor terestre (lignina). De asemenea nu au mecanisme de protecție împotriva evenimentelor negative ca seceta, frigul sau iluminația excesivă.
Vegetația acvatică este constituită din plante hidrofite submerse și plante cu frunze plutitoare.
- Plantele hidrofite submerse constituie „flora moale”. Sunt fixate cu rădăcinile în nămolul bălților, și formează adevărate păduri acvatice. Cele mai cunoscute sunt plantele numite pașă sau broscăriță (Potamogetum crispus), moț (Potamogetum perfoliatus), mărar (Potamogetum pectinatus), ce se dezvoltă într-o țesătură deasă cu brădișul (Myriophyllum sp.), cosorul (Ceratophyllum susmersum), sârmulița sau vâjoaică (Vallisneria sp.), inarița (Najas major) și ciuma apei (Elodea canadensis), coada calului (Hippures vulgaris), otrățelul (Vitricularia vulgaris).
- Printre plantele cu frunze plutitoare frecvența cea mai mare o are nufărul alb (Nymphea alba) și galben (Nimphea luteum).

Spațiile libere ale apelor sunt ocupate de plante plutitoare, fără rădăcini. Dintre acestea, mai importante sunt patru specii de Lemna, două specii de pestișoară (Salvinia natans și Marsilia quadrifolia) și otrățelul de baltă.